# هيرويوكي ياماموتو (لاعب كرة قدم)
هيرويوكي ياماموتو (27 أكتوبر 1979 بنيغاتا في اليابان - ) (بالكانا:ヤマモト ヒロユキ) هو لاعب كرة قدم ياباني في مركز الدفاع. لعب مع نادي ألبيريكس نيغاتا وهاوجانج يونايتد وJumpasri United F.C. ‏ وThailand Tobacco Monopoly F.C. ‏ وPattaya United F.C. (2008) ‏ وALO's Hokuriku ‏.

## وصلات خارجية
- هيرويوكي ياماموتو على موقع قاعدة بيانات كرة القدم.إي يو (الإنجليزية)
- هيرويوكي ياماموتو على موقع Soccerway.com (الإنجليزية)